# Линская-Неметти, Вера Александровна
Вера Александровна Линская-Неметти (во втором браке — Колышко) (1857, Херсон, Херсонская губерния, Российская империя — 14 ноября 1910) — русская актриса
, антрепренёр, театральный деятель.

## Биография
Дебютировала в 1876 на сцене Николаевского драматического театра. Играла роли молодых героинь в драме, затем выступала как опереточная актриса. Выступала преимущественно в южных городах России.
С 1885 года в Санкт-Петербурге открыла антрепризу, пригласив в столицу малороссийскую труппу М. Кропивницкого. В 1887 году основала театр «Театр и сад Неметти», где ставился в основном комедийный и фарсовый репертуар, затем в 1903 году организовала собственный театр. В 1898—1909 годах держала в Петербурге опереточные антрепризы.

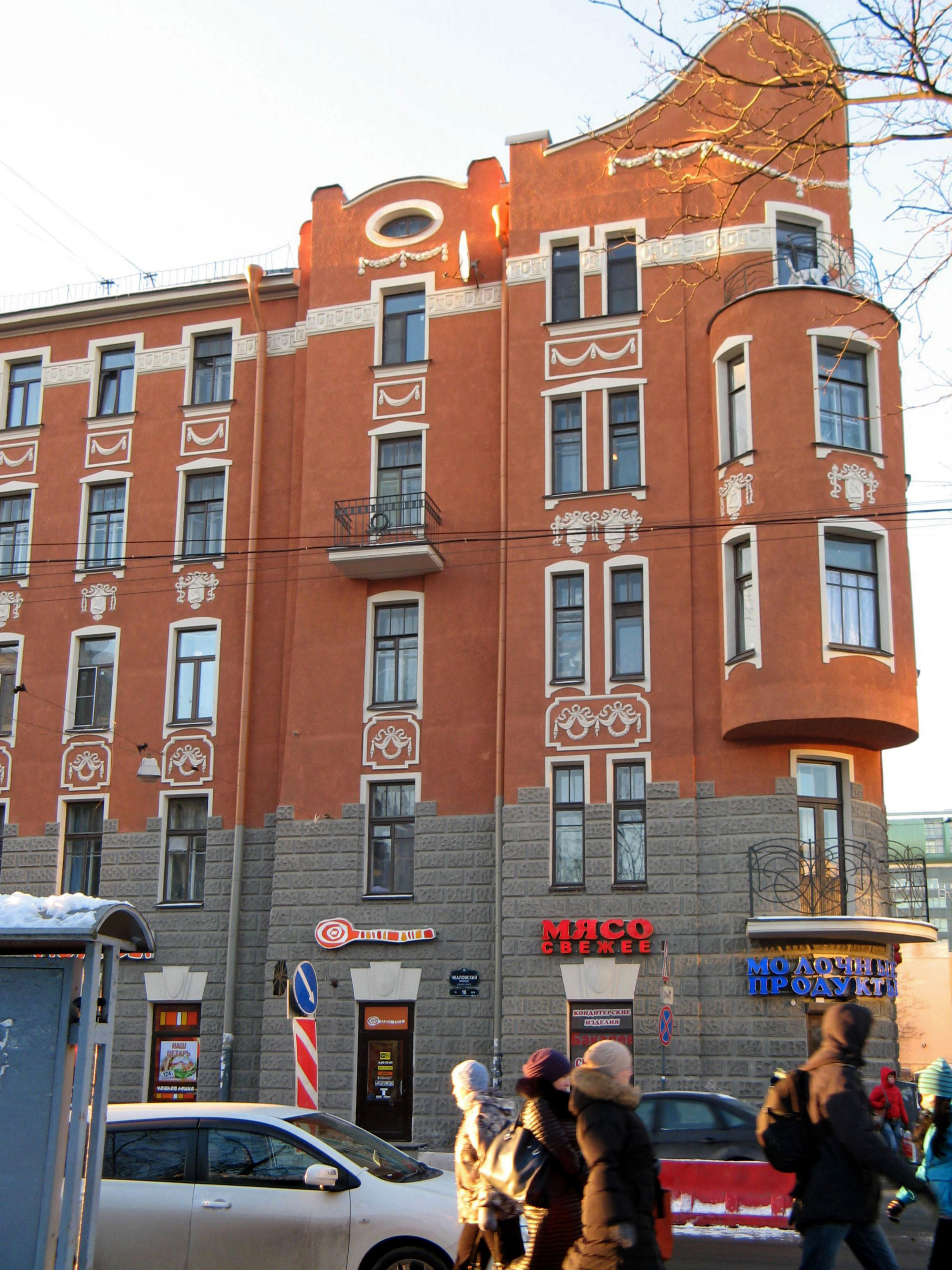
Здание театра Неметти, в дальнейшем перестроенное в доходный дом

В 1903 г. выстроила в Санкт-Петербурге «Театр Неметти» и сдавала его под драматические спектакли. В 1904 г. открыла драматические курсы. В 1909 г. организовала труппу для поездки по провинции с пьесой И. И. Колышко «Большой человек». Содержала дачный театр в «Озерках», затем Малый драмтеатр в Санкт-Петербурге. Труппа умело ставила разноплановые пьесы, от шекспировского «Гамлета» до горьковского «На дне». А к 200-летию Санкт-Петербурга представила праздничную программу «Невская феерия, или Как веселились двести, сто лет назад и теперь», которая пользовалась большой популярностью.
Первоначально в руководимых ею театрах оперетта чередовалась с драматическими спектаклями, но с 1891 г. В. Линская-Неметти стала заниматься исключительно опереттой, и её театр стал наиболее популярным в этом жанре. Для её спектаклей было характерно привлечение актёрской молодёжи, В. Линская-Неметти всегда стремилась к крепкому ансамблю. Талантливый организатор, В. Линская-Неметти сыграла большую роль в развитии русского опереточного театра.
По первому мужу Неметти.